# Rio Piancó
Le Rio Piancó est une rivière brésilienne, situé à l'extrémité ouest de l'État de la Paraíba, et un affluent du Rio Piranhas.